# Гайна (Німеччина)
Гайна (нім. Haina) — громада в Німеччині, знаходиться в землі Гессен. Підпорядковується адміністративному округу Кассель. Входить до складу району Вальдек-Франкенберг.
Площа — 91,28 км2. Населення становить 3395 ос. (станом на 31 грудня 2020).